# Gà Marsh Daisy

Gà Marsh Daisy là một giống gà hiếm có nguồn gốc ở Lancashire, Anh. Tên của giống gà có thể liên quan đến nguồn gốc của nó trong một khu vực giống như đầm lầy, hoặc có một mồng gà lớn của nó giống như hoa Marsh Daisy (Armeria maritima).
Marsh Daisy là một giống gà khỏe mạnh, có lợi ích kinh tế, nhưng chậm phát triển. Nó là một giống gà thuộc nhóm gà có cân nặng thấp, với con đực ở mức tối đa 2,95 kg (6,5 pounds) và con cái 2,5 kg (5,5 pounds). Một giống gà thích đào xới và có khả năng đào xới tốt, chúng thích được nuôi thả cách tự do. Nhìn chung, giống gà này khá bình tĩnh, năng động và có thể bay. Gà mái là những lớp trứng có màu sắc hợp lý. Đặc điểm phân biệt là 'Hoa hồng chải', 'tai nghe trắng' và 'chân xanh liễu'. Được biết rộng rãi về khả năng bay và chậm lớn, sự cứng rắn của giống gà này là đặc điểm chính cho phép chúng phát triển, và các nhà tạo giống rất vui khi nuôi một giống hiếm như vậy.

## Lịch sử
Bắt đầu từ những năm 1880 ở Southport, Lancashire, Old English Game, những con gà trống được lai với gà mái Malay để tạo nền tảng cho giống gà này. Gà đen Hamburg, Gà trắng Leghorn và gà Sicilia Buttercup cũng được thêm vào "hỗn hợp" các đặc điểm của giống gà này. Marsh Daisy trở thành một giống xác định, đúng nghĩa ở Anh vào năm 1913.